# Busto de Abderramán III (Cadrete)
El Busto de Abderramán III de Cadrete fue un monumento en honor al primer Califa de Córdoba, Abderramán III instalado en junio de 2016 y retirado 3 años después por el gobierno conservador local. Su retirada llevó a un debate sobre de qué manera España debía interpretar el legado de Al-Ándalus.

## Instalación y descripción
Abderramán III, octavo y último emir y primer califa de Córdoba, ordenó la construcción del Castillo de Cadrete en el 935 d. C. mientras estaba en la zona para acabar con una rebelión de la dinastía vasalla Banu Tujib. El busto fue inaugurado el 18 de junio de 2016 en la Plaza de Aragón de la localidad y se celebró con una feria medieval.
El busto fue esculpido por Fernando Ortiz Villarroya, no aceptó ningún pago por su trabajo, aunque fundirlo en bronce tuvo un coste de 7000 euros. Caracteriza la obra de arte como "un simple retrato. Tiene una expresión facial severa porque fue un líder, pero también tierna porque está estilizada”.

## Retirada del monumento, controversia y reacciones
En junio de 2019, las elecciones municipales hicieron que el Partido Popular (de derechas) necesitara una alianza con Ciudadanos y el partido Vox para formar gobierno. Tres días después de la formación del nuevo gobierno, se aprobó la propuesta de Vox de eliminar el busto. La explicación fue que supuestamente provocó "división y enfrentamiento" y que el protagonismo de la Plaza de Aragón requería símbolos identificables para todos los vecinos.  Todos los partidos de la oposición y Ciudadanos condenaron la destitución.
El creador del busto, Nando Ortiz declaró durante una entrevista en 2019: "Hace dos años un tipo de Vox, a quien no quisimos denunciar porque nos dio pena y pidió perdón al alcalde, tiró el busto con un coche 4x4. Y en otra ocasión tiraron un bote de pintura. Pero estamos hablando de tres personas que tienen un problema grave de incultura y falta de educación. Esa escultura ni ha creado ningún problema ni ha dividido al pueblo".
El busto fue trasladado al tercer piso del ayuntamiento, donde hay un centro de información sobre el castillo, con la promesa de que se exhibiría en un próximo museo dentro del castillo. Este centro de información cerró sus puertas en junio de 2020. Alrededor de 50 personas protestaron por la destitución.
José Luis Corral, medievalista de la Universidad de Zaragoza, acusó a Vox de reescribir la historia por motivos políticos. Dijo que Abderramán III no era más dictador que sus oponentes monarcas cristianos, como era la naturaleza de la vida hace un milenio. Añadió que Al-Ándalus no podría clasificarse como una ocupación extranjera, ya que no hay evidencia histórica o genética de la migración masiva de árabes, sino que los habitantes se convirtieron.